# Рамазанов, Ильфир Рифович
Ильфир Рифович Рамазанов — российский химик, профессор РАН, лауреат премии имени А. Н. Несмеянова 2021 года.
Родился 15 августа 1972 в Уфе.
Окончил Башкирский государственный университет (1994).
С того же времени работает в Институте нефтехимии и катализа УФИЦ РАН, с 1999 г. старший научный сотрудник, с 2018 г. ведущий научный сотрудник, с 2021 г. главный научный сотрудник и заведующий лабораторией химии углеводородов.
Доктор химических наук (2014), профессор РАН (2016).
Диссертации:
- Гидро- и циклоалюминирование дизамещенных ацетиленов с помощью триалкил- и алкилгалогеналанов с участием металлокомплексных катализаторов : диссертация … кандидата химических наук : 02.00.03. — Уфа, 1998. — 110 с. : ил.
- Ацетилены в алюминийорганическом синтезе циклопропанов : диссертация … доктора химических наук : 02.00.03 / Рамазанов Ильфир Рифович; [Место защиты: ГУ «Институт нефтехимии и катализа академии наук Башкортостана и Уфимского научного центра РАМН»]. — Уфа, 2014. — 290 с. : 4 ил.

Основатель нового научного направления «карбеноиды алюминия в химии ацетиленов (синтез высоконапряженных циклопропановых углеводородов)». На основе дииодметана и триэтилалюминия разработал реагент циклопропанирования ацетиленов и функционально-замещенных олефинов. Впервые осуществил синтез циклических алюминийорганических соединений, содержащих атомы фосфора, азота, кислорода и серы.
Автор свыше 100 научных работ.
Лауреат премии имени А. Н. Несмеянова 2021 года за работу «Новые металлоорганические реакции, изменившие стратегию органического синтеза» (совместно с Джемилевым Усеином Меметовичем).